# Centenario-arend
De Centenario-arend is een uitgestorven havikachtige die in het Mioceen in Midden-Amerika leefde. 

## Fossiele vondst
Een kootje van de derde teen van een niet nader te classificeren arend is gevonden in de Formación La Cucaracha in de Culebra-kloof in Panama. Het fossiel dateert uit het Vroeg-Mioceen, circa 19 miljoen jaar geleden. Dit teenkootje is het enige fossiel van een vogel dat in de Miocene afzettingen van de Culebra-kloof is gevonden, naast een verscheidenheid aan zoogdieren en reptielen.

## Kenmerken
De stevige, krachtige proporties van kootje komen het meest overeen met die van de kroonarend en vechtarend, respectievelijk de krachtigste en de grootste Afrikaanse arend. Afgaande van het formaat van deze twee arenden, was de Centenario-arend vermoedelijk 80 tot 100 centimeter lang met een gewicht van ongeveer 4,5 kilogram en een spanwijdte van rond de 175 centimeter. De Afrikaanse arenden jagen met name op prooidieren van één tot vijf kilogram zwaar, waaronder slangen, varanen, hoendervogels, kleine antilopen, kleine apen en klipdassen. Mogelijke prooidieren van de Centenario-arend waren knaagdieren, kleine beren en kleine muskusherten.